# Jousset
Louis Jousset war ein französischer Hersteller von Automobilen.

## Unternehmensgeschichte
Louis Jousset gründete 1923 in Bellac das Unternehmen, das seinen Namen trug, zur Produktion von Automobilen. Der Markenname lautete Jousset. 1926 endete die Produktion. Insgesamt entstanden etwa 12 Fahrzeuge.

## Fahrzeuge
Im Angebot standen Sportwagen. Für den Antrieb sorgten Einbaumotoren von CIME, Ruby und S.C.A.P. Die Fahrzeuge wurden auch 1925 und 1926 bei Autorennen wie den 24-Stunden-Rennen von Le Mans eingesetzt.